# Gare d’Arbois
Gare d'Arbois – przystanek kolejowy w Arbois, w departamencie Jura, w regionie Burgundia-Franche-Comté, we Francji.
Jest przystankiem kolejowym Société nationale des chemins de fer français (SNCF), obsługiwanym przez pociągi TER Franche-Comté.

## Położenie
Znajduje się na wysokości 268 m, na km 401,119 linii Mouchard – Bourg-en-Bresse, pomiędzy stacjami Mouchard i Poligny.

## Usługi
Jest obsługiwany przez pociągi TER Franche-Comté na trasie Besançon - Lyon. Jednostki obsługujące trasę to X 73500, Z 27500 oraz Z 9500 i Z 9600.